# Zhao Dan
Zhao Dan (趙丹S, Zhào DānP; Nantong, 27 giugno 1915 – Pechino, 10 ottobre 1980) è stato un attore e regista cinese.

## Filmografia parziale
- Malu tianshi, regia di Yuan Muzhi (1937)
- Shi zi jie tou, regia di Shen Xiling (1937)
- Yao yuan de ai, regia di Chen Liting (1947)
- Wuya yu maque, regia di Zheng Junli (1949)
- Li ren xing, regia di Chen Liting (1949)
- The Life of Wu Xun, regia di Sun Yu (1950)
- Nie Er, regia di Zheng Junli (1959)